# ان‌جی‌سی ۶۹۰۷
ان‌جی‌سی ۶۹۰۷ (انگلیسی: NGC 6907) یک کهکشان مارپیچی است که در صورت فلکی بزغاله/جدی قرار دارد. این کهکشان در فاصله حدود ۱۲۰ میلیون سال نوری از زمین قرار دارد و در ۱۲ ژوئیه ۱۷۸۴ توسط ویلیام هرشل کشف شد